# 老閘船

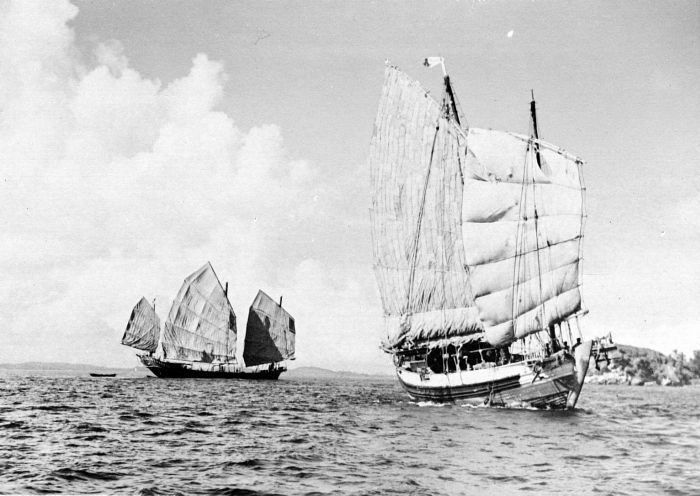
一艘戎克船(左)和一艘老閘船(右)，攝影於1936年印度尼西亞桑布岛附近。

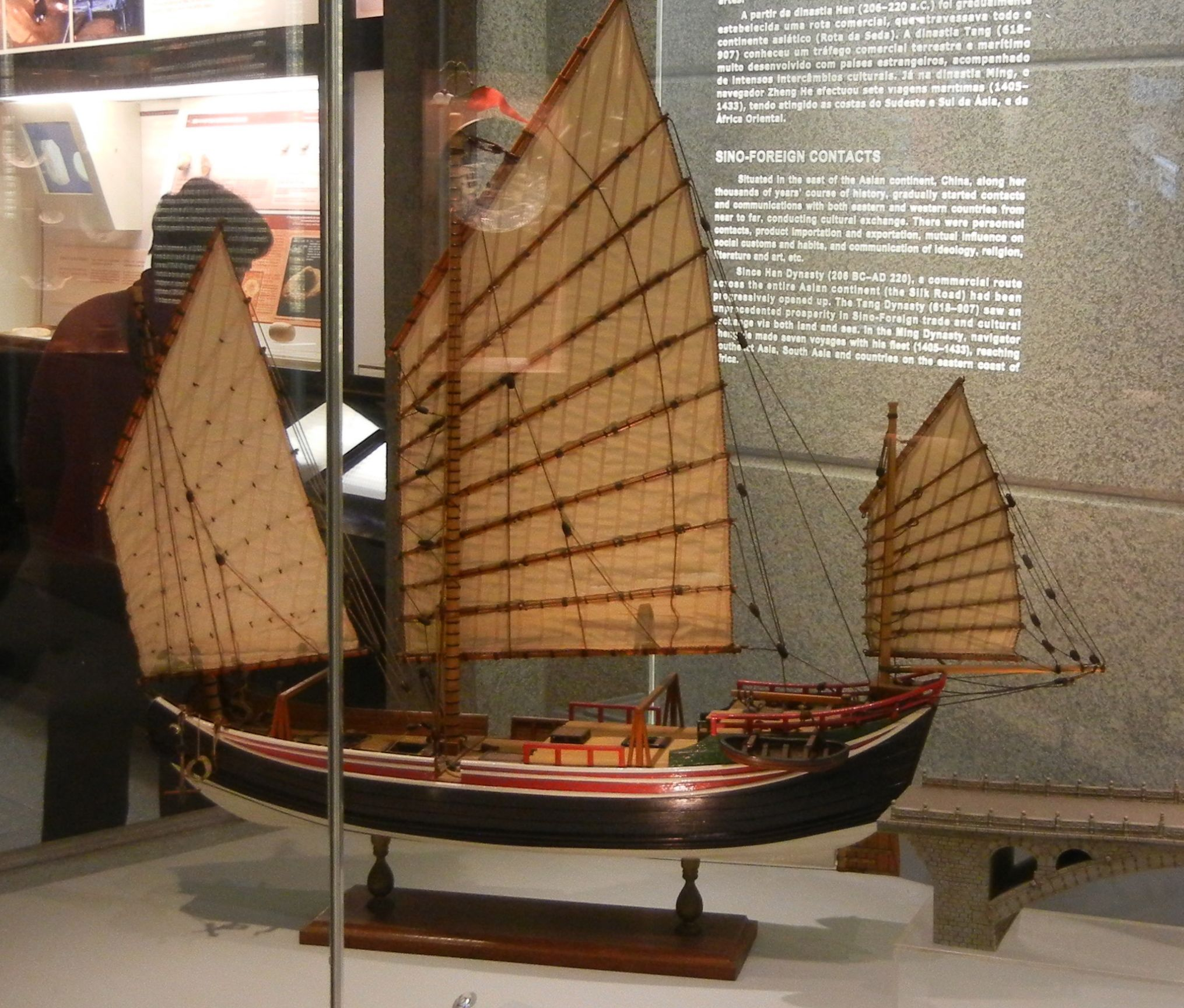
2011年澳門博物館的老閘船模型。

老閘船，是一種小型帆船的類型，為傳統戎克船的改裝版本，大约于1550年在澳门发展起来，結合了東西方帆船設計的優點。英國商人於第一次鸦片战争後將其引入英資商隊，引发第二次鸦片战争的亚罗号就是一艘老闸船。

## 历史
这种船舶类型於1550左右，在澳门被首次建造。老閘船排水量小，航速比传统大型帆船更快，需要更少人手，建造维修也较简易。有見於这种船舶的航速相当快，英國商人亦於第一次鸦片战争後將其引入英資商隊。
在以往泰国曼谷，當地一种老閘船會被用于搬運稻米至湄南河的出海船舶上。

## 頭頓沉船
頭頓沉船是一艘沉入昆仑群岛附近的老閘船，其年代可追溯至1690年。

## 老閘船(香港)
這種中式船是香港的漁船，也是香港標誌和旅發局標誌

## 参看
- 溫泉 (船匠)
- 中國帆船
- Bedar(船)（英语：Bedar (ship)）
- 本纳斯船（英语：Pinas (ship)）